# Saint-Cyr-en-Val
Saint-Cyr-en-Val – miejscowość i gmina we Francji, w Regionie Centralnym, w departamencie Loiret.
Według danych na rok 1990 gminę zamieszkiwały 2883 osoby, a gęstość zaludnienia wynosiła 65 osób/km² (wśród 1842 gmin Regionu Centralnego Saint-Cyr-en-Val plasuje się na 122. miejscu pod względem liczby ludności, natomiast pod względem powierzchni na miejscu 127.).